# Helmut Rethemeier
Helmut Rethemeier (Vlotho, 8 de junio de 1939) es un jinete alemán que compitió en la modalidad de concurso completo.
Participó en los Juegos Olímpicos de Montreal 1976, obteniendo una medalla de plata en la prueba por equipos (junto con Karl Schultz, Herbert Blöcker y Otto Ammermann). Ganó cuatro medallas en el Campeonato Mundial de Concurso Completo, en los años 1978 y 1982, y una medalla de plata en el Campeonato Europeo de Concurso Completo de 1981.

## Palmarés internacional
| Juegos Olímpicos   | Juegos Olímpicos           | Juegos Olímpicos  | Juegos Olímpicos |
| Año                | Lugar                      | Medalla           | Categoría        |
| ------------------ | -------------------------- | ----------------- | ---------------- |
| 1976               | Montreal (Canadá)          | Medalla de plata  | Por equipos      |
| Campeonato Mundial |                            |                   |                  |
| Año                | Lugar                      | Medalla           | Categoría        |
| 1978               | Lexington (Estados Unidos) | Medalla de plata  | Por equipos      |
| 1978               | Lexington (Estados Unidos) | Medalla de bronce | Individual       |
| 1982               | Luhmühlen (RFA)            | Medalla de plata  | Individual       |
| 1982               | Luhmühlen (RFA)            | Medalla de plata  | Por equipos      |
| Campeonato Europeo |                            |                   |                  |
| Año                | Lugar                      | Medalla           | Categoría        |
| 1981               | Horsens (Dinamarca)        | Medalla de plata  | Individual       |